# Elena Soriano
Elena Soriano (Fuentidueña de Tajo, Madrid, España, 4 de febrero de 1917-Madrid, 2 de diciembre de 1996) fue una escritora española. En 1969 creó, financió y dirigió la revista de literatura El Urogallo, que dirigió hasta 1976. Su obra más conocida es el relato biográfico Testimonio materno.

## Biografía
Elena Soriano Jara vivió su niñez entre Andalucía, la tierra de sus padres, y Castilla. Se documenta que a partir de los 14 años publicó en revistas. Hija de un maestro, por deseo de su padre hizo estudios de Magisterio, que acabó en 1935, comenzando casi de inmediato sus estudios en Filosofía y Letras, sin concluirlos a causa del estallido de la guerra civil española, periodo bélico que la familia pasó en Valencia.
Al término de la guerra se casó con Juan José Arnedo Sánchez . Vetada en el concurso público de oposición (expulsada de las oposiciones de auxiliar de biblioteca por ser clasificada de “roja”, a pesar de tener  la mayor calificación), dentro de las medidas de represión franquista, vivió su exilio interior en la vida familiar, y dio a luz dos hijos, Juanjo y Elena. .
Inició su vida literaria en 1951 publicando la novela Caza menor, trama que en 1976 se proyectó en TVE como serie en 20 episodios. En 1955, reunió en la trilogía "Mujer y Hombre" tres novelas, La playa de los locos, Espejismos y Medea 55, tratando problemas femeninos como el tabú de la virginidad, el deterioro del amor conyugal, o la venganza soterrada de la mujer moderna, cuando su compañero la traiciona rechazando la maternidad. La playa de los locos fue prohibida por la censura franquista, y no fue editada hasta 30 años después. En los últimos años del franquismo creó la revista El Urogallo que comenzó a editarse desde 1969 y que consiguió mantener hasta 1976. En 1985, publicó su mayor éxito editorial Testimonio materno, relato en el que exponía las confesiones de una madre, ella, enfrentada al «lento suicidio» de su hijo Juanjo, drogadicto.
Como articulista y ensayista a lo largo de treinta años publicó trabajos como La emoción en el teatro de Sartre, La juventud como problema, La obra de Baroja durante la República, mucho de ellos recogidos por Carlos Gurméndez en los tres volúmenes de Literatura y vida (1992-1994) .
Continuó viviendo en Madrid en sus últimos años, trabajando en el libro Defensa de la literatura. Apuntes para un ensayo interminable y sin poder terminar el ensayo El donjuanismo femenino que tras su muerte en 1996 fue concluido por su hija, la ginecóloga y política socialista Elena Arnedo. Poco antes de morir, cedió a la Cruz Roja Española los derechos, en lengua castellana, de su obra Testimonio materno, legado que promovió la creación de la fundación CREFAT, de la que fue vicepresidenta. Murió en la capital española, el 2 de diciembre de 1996.

## Reconocimientos
En el año de 1991 recibió el premio Rosa Manzano por su labor de escritora progresista, y tres años antes de su muerte, en 1993, se le concedió la Medalla de Oro Individual de la Comunidad de Madrid por su creación literaria en pro de la libertad de pensamiento y de los derechos humanos. Ya a título póstumo, en Fuentidueña de Tajo, su pueblo natal, se le puso su nombre a la calle principal; y en Suances, localidad cántabra que inspiró su libro La playa de los locos, donde veraneaba la familia, se le erigió una estela de piedra frente al mar en 1997. Asimismo, en el décimo aniversario de su muerte se creó en esa localidad de Suances un concurso internacional de relato corto con su nombre, que también se le dio a la biblioteca municipal y a una calle de su casco antiguo. Posteriormente, también se le dedicó una calle en la capital cántabra.

## Obras

### Novelas
- Caza menor: 1.ª edición. Madrid, Saturnino Calleja, 1951. 2.ª edición. Madrid, Prensa Española, 1976. (Adaptada y proyectada en la pequeña pantalla. Madrid, TVE, 1976).
- La playa de los locos: 1.ª edición. Madrid, Saturnino Calleja, 1955. (Prohibida su circulación y venta por la Censura) 2.ª edición. Barcelona, Arcos Vergara, 1984. 3.ª edición. Primera novela del volumen Mujer y hombre, trilogía completa. Barcelona, Plaza y Janés, 1986.
- Espejismos:1.ª edición. Madrid, Saturnino Calleja, 1955. 2.ª edición. Segunda novela del volumen Mujer y hombre, trilogía completa. Barcelona, Plaza y Janés, 1986
- Medea:1.ª edición. Madrid, Saturnino Calleja, 1955. 2.ª edición. Barcelona, Plaza y Janés, 1985. 3.ª edición. Tercera novela del volumen Mujer y hombre, trilogía completa. Barcelona, Plaza y Janés, 1986.

### Cuentos
- La vida pequeña. Cuentos de antes y de ahora, Barcelona, Plaza y Janés, 1989.
- Tres sueños y otros cuentos, Madrid, Huerga y Fierro editores, 1996.

### Biografía
- Testimonio materno

1.ª edición. Barcelona, Plaza y Janés, 1985.

### Ensayo
- Literatura y Vida. I. Artículos y ensayos breves, edición y prólogo de Carlos Gurméndez, Barcelona, Anthropos, 1992.
- Literatura y Vida. II. Defensa de la Literatura y otros ensayos, Barcelona, Anthropos, 1993.
- Literatura y Vida. III. Ensayos, artículos, entrevistas. Revista literaria El Urogallo, Barcelona, Anthropos, 1994.
- El donjuanismo femenino, prólogo de José Luis de Vilallonga, Barcelona, Ediciones Península, 2000.
- Defensa de la literatura. Apuntes para un ensayo interminable. (Inédito)